# Gedei József
Gedei József (Jászberény, 1967. január 9. –) magyar jogász, politikus, polgármester, országgyűlési képviselő.

## Életpályája
Édesanyja Nagy Margit (1947–), édesapja Gedei József (1942–2016). Apai ági felmenői a 17. század végétől Jászberényben születtek, gazdálkodtak és római katolikusként éltek. Redemptusok, miután 1745-ben részt vettek a Jászkun kerület önmegváltásában, közösségi jogaik visszavételében. Apai dédnagyapja huszárként szolgált a monarchia seregében Bosznia-Hercegovinában. Családtörténeti hagyományuk a haza és haladás szolgálata, a szabadság és az autonómia iránti igény, minden ember egyenlő méltóságának elismerése. Házastársa Gedei Dóra. Négy gyermeke van. Georgina, Gergely, Zsófia és Lili.
Alap- és középfokú tanulmányait Jászberényben végezte. A Miskolci Egyetem Állam- és Jogtudományi Karán szerzett jogi diplomát 1996-ban. 1996-1998 között ügyvédjelölt. 1999-ben jogi szakvizsgát tett, ekkortól ügyvédként dolgozik. 2017-ben, a Pázmány Péter Katolikus Egyetem Jog- és Államtudományi Kar Deák Ferenc Továbbképző Intézetében Európa jogi szakjogász (angol nyelven), LL.M mesterfokozatot eredményező szakképzettséget szerzett. Szakdolgozatában a köz- és magánérdek közti igazságos egyensúlyt kereste az európai adatvédelmi jog területén. Latin, német és orosz nyelvet tanult. Angolul felsőfokon beszél. B2 típusú, komplex állami nyelvvizsgával és a King’s School Oxford 'upper intermediate' minősítéssel rendelkezik.
Közéleti- és sport tevékenységet is folytat. 
2002-2010 között a Felső-Jászság országgyűlési képviselője. Az Országgyűlés Külügyi bizottságának tagja, a javaslatára létrejött Transzatlanti albizottság elnöke. 2003-ban és 2004-ben a magyar parlamenti delegáció tagjaként a Pentagonban, a Nemzetbiztonsági Tanácsban, az USA Kongresszusában képviselte a magyar nemzeti érdekeket, tárgyalt Tom Lantossal és más szenátorokkal. Képviselőként tagja volt a Magyar Állandó Értekezletnek. 2007-ben ’A regionalizmus – EU-s fejlesztések’ kérdésében a Bálványosi Nyári Szabadegyetem és Diáktábor előadója volt. Szili Katalint, az Országgyűlés elnökét segítette a szerb államfővel, Gyurcsány Ferenc miniszterelnököt a török kormányfővel folytatott tárgyalásain.
2004-2010 között az Európa Tanács és az EBESZ tagja. Strasbourgban felszólalt a nők védelmében az ún. becsületbeli bűncselekmények ellen, kezdeményezte a vajdasági atrocitások kivizsgálását az ET szigorúbb fellépésével, Budapesten a külhoni állampolgárság intézményének létrehozását, a határon túli magyarok autonómia ügyének támogatását. Állásfoglalását a jogelvi és biztonsági szempontokon túl a történelmi jász autonómiából vezeti le, és újságcikkekben ismerteti.  
2007-ben, Göncz Kinga külügyminiszter és Németh Zsolt külügyi-bizottsági elnök védnökségével elindította a Magyar-magyar konferenciákat Jászberényben. Az Országgyűlés képviselőjeként az európai biztonság erősítéséért tárgyalt Hágában, Moszkvában és Szófiában. 
2006-2010 között országgyűlési képviselősége mellett Jászberény Város polgármestere, az Észak-Alföldi Régió Fejlesztési Tanács tagja, a Jogi és Monitoring Bizottság Elnöke volt. Megválasztásakor Jászberény város képviselő-testülete egyhangúlag fogadta el polgármesteri programját. Vezetésével jelentős uniós forrásokat nyert Jászberény. Ugyanakkor Bajnai Gordon, későbbi miniszterelnök támogatásával indult, innovációs és kutatás-fejlesztési elképzelése, a Jászberényi Beszállítói Tudásközpont a Huszárlaktanyában, helyi érdekkonfliktusok és pártpolitikai harcok miatt nem valósulhatott meg https://www.parlament.hu/irom38/11234/11234.pdf. Polgármesteri vétóval élt a Szent Erzsébet Kórház működtetésének átalakítása ügyében. A képviselő-testület többsége, tiltakozásával szemben kényszerítette ki a kórházi költségvetési intézmény gazdasági társaságokká alakítását. A kórházi modellváltás hibái végül 700 milliós kárt okoztak Jászberénynek, amelynek megtérítését a kormányzat átvállalta. A Fejlesztési Tanácsban az RFÜ és Gazda László elnökkel együttműködve segítette a jászsági fejlesztéseket. Ennek eredményeként épült tovább a Jászberényt megkerülő körgyűrű is. 
2010-2022 között önkormányzati képviselő Jászberényben. A képviselő-testületből egyedül emelt szót az Európába áramló menekültek érdekében. Történelmi, gazdasági, politikai, emberiességi okokból a bevándorlók egy részének ellenőrzött befogadását és integrálását szorgalmazta Kifejtette, hogy az önkormányzatnak elsőrangú feladata a Jászberényben élők boldogulásának előmozdítása, de teljesítenie kell az Európai Unió-s tagságból származó kötelezettségeket, mert annak jogait is élvezi. Ugyanakkor felszólított a közös határok fokozottabb védelmére.
2019-2021 között Jászberény város alpolgármestere. E tisztségéről 2021-ben lemondott a polgármester törvénysértő és a város érdekét sértő tevékenységére hivatkozva. Kezdeményezésére a képviselő-testület 2022 őszén feloszlatta önmagát. A 2023 januárjában megtartott helyi időközi választáson nem indult.

## Díjai, elismerései
Közéleti tevékenységét több alkalommal ismerték el. 1996-ban, a Miskolci Egyetem Állam- és Jogtudományi Kar dékánja Szemere Bertalan Emlékérmet, 2008-ban, a Magyar Köztársaság honvédelmi minisztere a Honvédelemért Kitüntető címet adományozta számára. 2009-ben, Jászárokszállás Város Önkéntes Tűzoltó Egyesület szolgálatparancsnokának nevezték ki.

## Sporttevékenysége
Amatőr sportoló. 1981-1987 között a Jászberényi Lehel SC, 2002-2010 között a Parlament SE. labdarúgója. Maratoni futó. Vizsgázott búvár. Triatlonos. A Hosszútávú Triatlon Országos Bajnokság nyolcszoros finishere, nagyatádi ’ironman’.